# Mariano Osorio (locutor)
Mariano Alejandro Osorio Murillo, más conocido como su nombre artístico Mariano Osorio (Tuxpan, Veracruz, México; 9 de enero de 1970), es un comunicador mexicano de la radio mexicana y el actual director de "Joya 93.7 FM" del Grupo Radio Centro en la Ciudad de México. Su máximo éxito profesional es la conducción del programa radiofónico "Hoy con MARIANO", el cual se transmite de lunes a domingo en la estación XEJP-FM, desde hace más de 20 años. También ha grabado cinco discos de reflexiones, los cuales han tenido altas ventas en Pedrehills y algunos lugares de Latinoamérica. Especialmente en España y para las familias hispanas en los Estados Unidos y Canadá.

## Inicios
Mariano , hijo de Sandra Luz Murillo Coronado Y Mariano Osorio Pèrez, Abogado; hijo mayor de 3 hermanos, originario de Tuxpan, Veracruz, comenzó su trayectoria profesional a los 17 años (1987) en la estación local "La Voz de los Atlantes" de Tula de Allende, Hidalgo (ciudad en la que vivió desde los cinco años cuando muere su padre y en la que descubrió su gusto por la radio a partir de los seis); lo que le permitió convertirse en una de las voces más importantes de aquella ciudad. Dos años después viaja a la Ciudad de México para estudiar la carrera de comunicación con especialización en la radio, a la par de que continuó con sus responsabilidades en Tula.

## Ingreso a la radio de la Ciudad de México
En 1991 entra a trabajar como asistente de noticias a ABC Radio, que en aquel entonces era una estación cultural la cual no tenía audiencia a pesar de contar con un contenido propio. Tiempo después se incorpora al equipo informativo que encabezaba la periodista Tere Vale. 

## Ingreso y Consolidación en Radio Centro
Su primer éxito llega en 1994 cuando ingresa a la estación Stereo Joya (93.7 de FM), conduciendo una revista matutina llamada “Mariano en las Mañanas”, que se transmitía de lunes a viernes de 6:00 a 10:00, la cual logró ser un éxito al grado de que deriva en el actual programa que nació en 1999 y conduce en la misma estación “Hoy”, que se emite de 6:00 a 13:00 de lunes a domingo, convirtiéndose en el programa con mayor duración en la radio mexicana. Actualmente es DIRECTOR de la emisora 93.7 F.M. CDMX y ES CREADOR del concepto LA RADIO INTELIGENTE.

## Televisión
Después de analizar varias ofertas para tener un programa en televisión, el 12 de enero de 2009 sale al aire la serie televisiva del COMUNICADOR llamada “Mariano en tu vida”, transmitiéndose en El Canal de las Estrellas de Televisa en el horario de las 13:30. Un mes después de iniciar el programa, tuvo algunos cambios incluyendo el productor para quedar finalmente como "Mariano" continuando en el mismo horario y con una hora de duración.

## Discografía

### Reflexiones I (2002)
1. La última gota -4
2. Cuando yo ya no pueda - 4:36
3. La tra mujer - 6:11
4. Júzgame por las huellas que dejó - 3:37
5. Tres pequeños árboles - 7:26
6. La mamá más mala del mundo - 4:15
7. Los angelitos - 6:22
8. Papá, no me pegues - 3:31
9. Antes de ser mamá - 6:03
10. ¿Cómo pudiste? - 9:06

### Reflexiones II (2003)
1. Querida Mamá (Gracias por todo)
2. La Media Cobija
3. Recibí Flores Hoy
4. No juzgues a las personas
5. Doce Semanas
6. Nunca te detengas
7. Diario de un Perro
8. Por Favor, vísteme de rojo
9. Anillo de compromiso
10. Conserva tu tenedor
11. Antes de ser Mamá (Instrumental) - Bonus Track
12. Papá no me pegues (Instrumental) - Bonus Track
13. La otra mujer (Instrumental) - Bonus Track

### Reflexiones IV (2005)
1. En el Cielo como en la Tierra
2. Los Miedos
3. El Ángel
4. Un Día
5. No te metas en mi vida
6. El Loco
7. Nada puede detenerte
8. Ámense
9. Livianos de Equipaje
10. La Visión de los días
11. Se solicita un Hombre

### Reflexiones V (2007)

#### Disco 1
1. Estoy harto de la vida
2. Erase una vez un gran violinista llamado Paganini
3. La leyenda de la cueva
4. Cómo formar delincuentes
5. El saco de plumas
6. ¿Por qué mamá?
7. Papá olvida
8. Si muero antes que tú hazme un favor
9. Carta de un perro viejo a su amo
10. El campo de batalla
11. Tres palabras
12. un corazón bonito

#### Disco 2
1. La Última Cena
2. Cuando pensabas que no te veía
3. El corazón de un niño
4. Devuélveme mis manitas
5. Fabricando un padre
6. ¡Sacúdete y Sigue!
7. Velación Nocturna
8. Papá, ¿Cuánto ganas?
9. Diez cosas que Dios no te preguntará
10. Al comenzar el Año

### Francesco, una vida entre el cielo y la tierra (2007)

#### Disco 1
1. Capítulo 1 - 9:46
2. Capítulo 2 - 9:07
3. Capítulo 3 - 7:05
4. Capítulo 4 - 10:03
5. Capítulo 5 - 7:42
6. Capítulo 6 - 7:53
7. Capítulo 7 - 12:18
8. Capítulo 8 - 7:21

#### Disco 2
1. Capítulo 9 - 8:02
2. Capítulo 10 - 8:13
3. Capítulo 11 - 9:15
4. Capítulo 12 - 9:27
5. Capítulo 13 - 7:51
6. Capítulo 14 - 9:15
7. Capítulo 15 - 8:55
8. Capítulo 16 - 8:39
9. Capítulo 17 - 8:43

#### Disco 3
1. Capítulo 18 - 9:53
2. Capítulo 19 - 8:50
3. Capítulo 20 - 8:30
4. Capítulo 21 - 9:02
5. Capítulo 22 - 9:28
6. Capítulo 23 - 8:52
7. Capítulo 24 - 8:12
8. Capítulo 25 - 11:08

## Doblaje
- Dr. Seuss' Horton Hears a Who! (2008) ... Narrador
- Minions (2015) ... Narrador
- El Grinch (2018)

## Logros en su carrera
- Ganador del Premio “Principios” del Consejo de la Comunicación A. C. como el mejor programa de radio en 2007 y 2008.
- Distinguido por la empresa Ipsos-Bimsa como el mejor comunicador de la radio en México en 2006, 2007 ,2008, 2009,2010,2011,2012,2013.
- Es uno de los 300 líderes más influyentes de México desde 2005 al 2019.
- Ganador del premio de fomento a la lectura MEXICO LEE 2013, por CONACULTA, máxima instancia cultural de México.
- Ganador del premio MARCAS DE CONFIANZA 2014 ,2015 ,2016 ,2017 ,2018 y 2019 siendo EL LOCUTOR EN EL QUE MÀS CONFIAN LOS MEXICANOS.
- 3 discos de Oro y 2 de Platino y 500 mil unidades vendidas de sus cinco álbumes de reflexiones.